# Contango
Contango beschreibt eine Preissituation bei Warentermingeschäften. Bei Contango liegt der Preis für Lieferung in der Zukunft (Terminkurs) über dem aktuellen Kassakurs. Die sogenannte Futures-Kurve ist in dieser Situation typischerweise nach oben gerichtet, d. h., je später der Liefertermin ist, desto höher ist der Preis. Contango führt für Spekulanten regelmäßig zu Rollverlusten.
Die Gründe für eine Contango-Situation können vielschichtig sein:
- Lagerkosten – also die Gesamtkosten der Lagerung eines Rohstoffs, von Lagergebühren über Versicherungskosten bis hin zu Zinsen und Schwund – sind ein wichtiger Grund, warum Rohstoff-Futures mit Liefertermin in der Zukunft oft zu einem höheren Preis gehandelt werden als zum aktuellen Zeitpunkt. Mittelfristig definieren die Lagerkosten in der Regel die maximale Stärke des Contango-Effekts. Denn bei stärkerem Contango, der nicht mehr durch höhere Lagerkosten zu erklären ist, treten in einem freien Markt früher oder später in der Regel Arbitrageure auf, die eine Ware zum günstigen Spotmarktpreis aufkaufen und zum selben Zeitpunkt als Warentermingeschäft zum Verkauf zur Lieferung in der Zukunft anbieten, wobei durch die Differenz mindestens die eigenen Lagerkosten abgedeckt werden. So ist bei stark gesunkenem Ölpreis regelmäßig das Phänomen zu beobachten, dass Hedgefonds Öltanker anmieten, um entsprechende Arbitrage-Geschäfte durchzuführen.[1]

- Zusätzlich ist jedoch auch eine Nachfrage nach einer späteren Lieferung seitens der Käufer notwendig, damit überhaupt ein Bedarf zur Lagerung entsteht. Diese Nachfrage entsteht in der Regel dadurch, dass Käufer mit einem ansteigenden Rohstoffpreis am Spotmarkt in der Zukunft rechnen oder diesen zumindest befürchten, sich daher über Terminkontrakte „absichern“ wollen, und somit auch bereit sind, einen höheren Preis für diese zu zahlen. Wenn die Käufer hingegen – aus welchen Gründen auch immer – fest davon ausgehen würden, in der Zukunft auch preiswert am Spotmarkt einkaufen zu können, hätten sie keinen Grund, Aufschläge für Lagerung und Lieferung in der Zukunft zu zahlen, so dass eine entsprechende Nachfrage wegfallen würde und sich die Contango-Situation abschwächen oder gar ins Gegenteil, zur Backwardation umkehren könnte.

- Eine plötzlich nachlassende Nachfrage oder ein verstärktes Angebot am Spotmarkt kann Käufer, Verkäufer und Arbitrageure überraschen. Da diese unter Umständen nicht kurzfristig ihre Planungen ändern können oder wollen, sinkt dann der Spotpreis und es entsteht automatisch Contango.

Das Gegenteil von Contango ist Backwardation.